# Rue Le Dantec
La rue Le Dantec est une voie située dans le quartier de la Maison-Blanche du 13e arrondissement de Paris.

## Situation et accès
La rue Le Dantec est desservie à proximité par la ligne 6 à la station Corvisart.

## Origine du nom
Elle porte le nom du biologiste Félix Le Dantec (1869-1917).

## Historique
Cette rue a été ouverte en 1934 sur les terrains de l'office des Habitations à bon marché (HBM) de Paris afin de donner accès aux immeubles attenants.